# Kliegl József

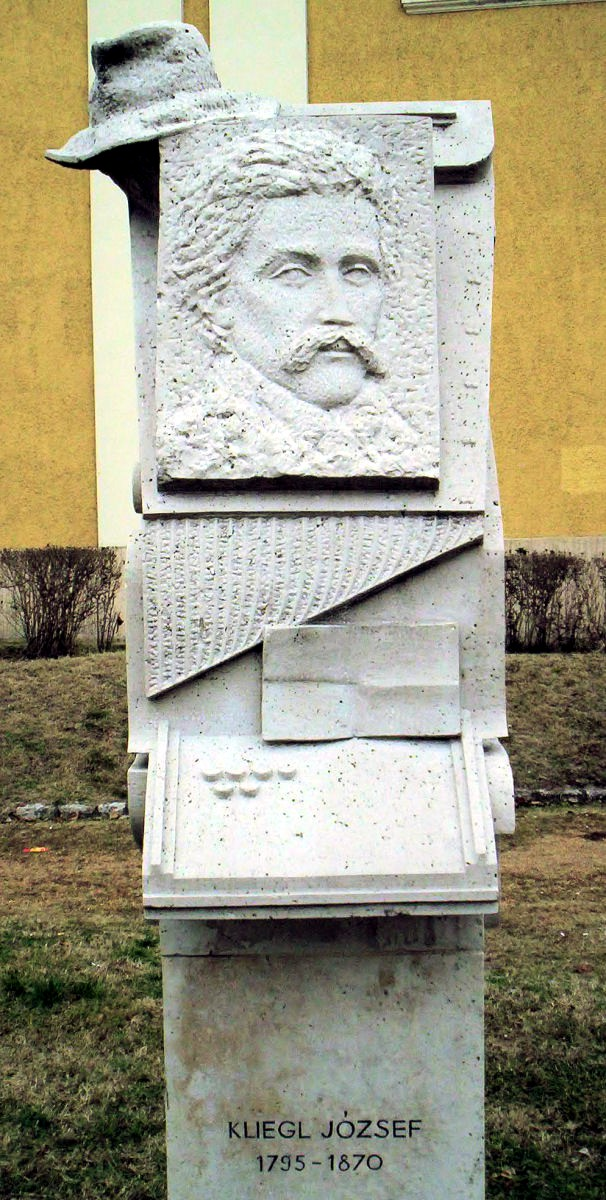
Kliegl József szobra Baján. Kligl Sándor alkotása

Kliegl József (Baja, 1795. december 25. – Pest, 1870. január 7.) magyar nyomdász, a nyomdai szedőgép feltalálója, festő, feltaláló.

## Életpályája
Garay János magyar költő 1842-ben verset írt Az új Gutenberg címmel, amelyben a méltatlanul elfeledett magyar feltalálónak állít emléket.
1811-1812-ben királyi ösztöndíjasként egyetemi tanulmányokat folytatott Pesten, ahol Hadaly Károly tanítványa volt. Ezután gazdasági pályára lépett és pár évig mint gazdatiszt működött; később Bécsbe ment, ahol a képzőművészeti akadémiát látogatta és festőnek képezte ki magát. De a festészet sohasem tudta tulajdonképpeni szenvedélyétől: a találmányok és a géptani kutatások terétől elvonni.
1835 körül találta fel a nyomdai szedőgépet, amelynek rendszere nagyjából megegyezik a ma is használatos szedőgépekével. A szedés mechanikusan történt, a billentyűvel leütött betűket a gép egymás mellé helyezte. A gépnek különleges osztóberendezése volt, amely a már kiszedett betűket a nyomás után visszarakta helyükre.
A Magyar Tudós Társaság egyik bizottsága – melynek akkor Vörösmarty Mihály volt a vezetője – megállapította, hogy a gép a legnagyobb reményekre jogosít, mert azzal egyetlen ember 23 szedő munkáját tudja elvégezni. Anyagi nehézségek miatt azonban csak részleteiben készülhetett el, de az is elveszett, csupán Kliegl egy részletrajza maradt fenn. Az alapötlet nyomán viszont világszerte megindult a nyomdai szedőgépek tökéletestése.
Jókai Mór az Üstökösben így írt erről: „A leghíresebb gúnyköltő a sors. Szegény Klieglnek volt egy nagy reményű találmánya, a betűszedőgép, és most egy külföldi mutogatja, mint sajátját…”
Kliegl találmányai közül még érdemes megemlíteni egysínű vasútját, sínlerakó mozdonyát és hangjegyírógépét. A zongorára szerelt gép egy óraművel forgatott hengerre felrajzolta azt a hangjegyet, amelyet a zongora billentyűjén leütöttek. A hangjegyírógéppel Liszt Ferenc és Erkel Ferenc is tartottak bemutatót.
1857-ben a kor népszerű hetilapja, a Vasárnapi Ujság Kliegl Józsefet tehetséges és szegény feltalálónak jellemezte: "Ritkaság ollyan ember, a kinek lángeszét szinte két évtized folytán hirdeti a sajtó, bámulja ország-világ, műveit már gondolatban is megcsodálják, – a ki éjjel nappal töri magát, mértékletes életet él, társalgásában nyájas, követeléseiben szerény: és mégis szegénységgel kell küzdenie, ollyan szegénységgel, a melly lefekvéskor felkeléskor bús sohajjal kíséri a Miatyánknak ezen szavait: „Add meg a mi mindennapi kenyerünket.” Illyen ember lakik Pesten a József- és nagy-tér közötti gróf Cziráky-ház harmadik emeletén, kisded, hónapos szobában; ott másolgat feltett pápaszemmel – mert öreg már a legény – csekély rajzokat, még csekélyebb dijért, hogy legyen neki min meghozatni azokat a vegyészi szereket, mellyek nélkül a villanyüteg nem működhetnék, ha valami uri társaság meg találja látogatni nem annyira őt, mint legujabb találmányát, a „zongora hangok varázs-jegyzőjét”, melly gépről annyit irtak legközelebb a lapok, s mellynek mai napig nem akadt két kézzel felkaroló pártolója."
Vasútjáról, melyet főleg a fővárosnak szánt, külön munkában is megemlékezett, melynek címe: Figyelmeztetés az új egysínrendü vaspályára, mely a mostani költségek felével építtethető és melyen hegyen-völgyön s legkisebb kanyarulatokban járhatni, párhuzamba véve a mostani rendszerrel (Pest, 1848).
A kiváló feltaláló 1870. január 7-én hunyt el.